# 200 meter fjärilsim för herrar i simning vid världsmästerskapen i simsport 2019
Herrarnas 200 meter fjärilsim vid världsmästerskapen i simsport 2019 avgjordes 23–24 juli 2019.

## Resultat

### Försöksheat
Försöksheaten simmades den 23 juli.
| Placering | Heat | Bana | Namn                 | Nationalitet             | Tid     | Noteringar |
| --------- | ---- | ---- | -------------------- | ------------------------ | ------- | ---------- |
| 1         | 5    | 4    | Kristóf Milák        | Ungern                   | 1.54,19 | Q          |
| 2         | 5    | 5    | Daiya Seto           | Japan                    | 1.54,56 | Q          |
| 3         | 5    | 2    | Denys Kesil          | Ukraina                  | 1.55,82 | Q          |
| 4         | 5    | 3    | Leonardo de Deus     | Brasilien                | 1.56,05 | Q          |
| 5         | 3    | 4    | Chad le Clos         | Sydafrika                | 1.56,17 | Q          |
| 6         | 4    | 1    | Antani Ivanov        | Bulgarien                | 1.56,35 | Q          |
| 6         | 5    | 1    | Louis Croenen        | Belgien                  | 1.56,35 | Q          |
| 8         | 4    | 3    | Zach Harting         | USA                      | 1.56,42 | Q          |
| 9         | 3    | 1    | Matthew Temple       | Australien               | 1.56,54 | Q          |
| 10        | 3    | 5    | Federico Burdisso    | Italien                  | 1.56,64 | Q          |
| 11        | 4    | 4    | Tamás Kenderesi      | Ungern                   | 1.56,82 | Q          |
| 12        | 3    | 3    | David Morgan         | Australien               | 1.56,90 | Q          |
| 13        | 4    | 6    | Luiz Altamir Melo    | Brasilien                | 1.57,08 | Q          |
| 14        | 5    | 8    | Brendan Hyland       | Irland                   | 1.57,09 | Q, 0NR0    |
| 15        | 5    | 7    | Mackenzie Darragh    | Kanada                   | 1.57,13 | Q          |
| 16        | 3    | 2    | Maksym Shemberev     | Azerbajdzjan             | 1.57,14 | Q          |
| 17        | 3    | 8    | Velimir Stjepanović  | Serbien                  | 1.57,15 |            |
| 18        | 4    | 5    | Justin Wright        | USA                      | 1.57,18 |            |
| 19        | 4    | 8    | Wang Kuan-hung       | Kinesiska Taipei         | 1.57,21 |            |
| 20        | 4    | 2    | David Thomasberger   | Tyskland                 | 1.57,31 |            |
| 21        | 4    | 7    | Jan Świtkowski       | Polen                    | 1.57,58 |            |
| 22        | 2    | 4    | Kregor Zirk          | Estland                  | 1.58,04 | 0NR0       |
| 23        | 5    | 0    | Joan Lluís Pons      | Spanien                  | 1:58.44 |            |
| 24        | 3    | 0    | Sajan Prakash        | Indien                   | 1.58,45 |            |
| 25        | 2    | 3    | Adilbek Mussin       | Kazakstan                | 1.58,58 | 0NR0       |
| 26        | 3    | 6    | Viktor Bromer        | Danmark                  | 1.58,59 |            |
| 27        | 5    | 9    | Quah Zheng Wen       | Singapore                | 1.59,10 |            |
| 28        | 2    | 1    | Richard Nagy         | Slovakien                | 1.59,29 | 0NR0       |
| 29        | 3    | 9    | Luis Vega Torres     | Kuba                     | 1.59,94 |            |
| 30        | 2    | 7    | Jarod Arroyo         | Puerto Rico              | 2.00,28 |            |
| 31        | 2    | 9    | Ayman Kelzi          | Syrien                   | 2.00,59 | 0NR0       |
| 32        | 4    | 9    | Kim Min-seop         | Sydkorea                 | 2.00,95 |            |
| 33        | 2    | 2    | Navaphat Wongcharoen | Thailand                 | 2.01,40 |            |
| 34        | 2    | 8    | Nicholas Lim         | Hongkong                 | 2.01,46 |            |
| 35        | 1    | 3    | Gabriel Araya        | Chile                    | 2.01,63 | 0NR0       |
| 36        | 1    | 4    | Gustavo Gutiérrez    | Peru                     | 2.01,64 |            |
| 37        | 5    | 6    | Li Zhuhao            | Kina                     | 2.01,84 |            |
| 38        | 2    | 5    | Filip Zelić          | Kroatien                 | 2.02,47 |            |
| 39        | 2    | 6    | Michael Gunning      | Jamaica                  | 2.02,89 |            |
| 40        | 3    | 7    | Wang Zhou            | Kina                     | 2.03,07 |            |
| 41        | 1    | 6    | Matthew Mays         | Amerikanska Jungfruöarna | 2.03,47 | 0NR0       |
| 42        | 2    | 0    | Faang der Tiaa       | Malaysia                 | 2.03,51 |            |
| 43        | 1    | 5    | Bryan Alvaréz        | Costa Rica               | 2.04,71 |            |
| 44        | 1    | 7    | Davor Petrovski      | Nordmakedonien           | 2:06.33 |            |
| 45        | 1    | 2    | Fernando Ponce       | Guatemala                | 2.07,61 |            |
| 46        | 1    | 8    | Salvador Gordo       | Angola                   | 2.11,27 |            |
| 47        | 1    | 1    | Emilien Puyo         | Monaco                   | 2.15,13 |            |
| 48        | 1    | 0    | Collins Saliboko     | Tanzania                 | DSQ     | DSQ        |
| 48        | 4    | 0    | Nils Liess           | Schweiz                  | DNS     | DNS        |

### Semifinaler
Semifinalerna simmades den 23 juli.

#### Semifinal 1
| Placering | Bana | Namn              | Nationalitet | Tid     | Noteringar |
| --------- | ---- | ----------------- | ------------ | ------- | ---------- |
| 1         | 6    | Zach Harting      | USA          | 1.55,26 | Q          |
| 2         | 4    | Daiya Seto        | Japan        | 1.55,33 | Q          |
| 3         | 5    | Leonardo de Deus  | Brasilien    | 1.55,71 | Q          |
| 4         | 2    | Federico Burdisso | Italien      | 1.55,92 | Q          |
| 5         | 3    | Antani Ivanov     | Bulgarien    | 1.56,25 | QSO        |
| 6         | 1    | Brendan Hyland    | Irland       | 1.56,55 | 0NR0       |
| 7         | 8    | Maksym Shemberev  | Azerbajdzjan | 1.56,78 |            |
| 8         | 7    | David Morgan      | Australien   | 1.59,57 |            |

#### Semifinal 2
| Placering | Bana | Namn              | Nationalitet | Tid     | Noteringar |
| --------- | ---- | ----------------- | ------------ | ------- | ---------- |
| 1         | 4    | Kristóf Milák     | Ungern       | 1.52,96 | Q          |
| 2         | 3    | Chad le Clos      | Sydafrika    | 1.55,88 | Q          |
| 3         | 5    | Denys Kesil       | Ukraina      | 1.55,95 | Q          |
| 4         | 7    | Tamás Kenderesi   | Ungern       | 1.56,25 | QSO        |
| 5         | 2    | Matthew Temple    | Australien   | 1.56,52 |            |
| 6         | 1    | Luiz Altamir Melo | Brasilien    | 1.57,43 |            |
| 7         | 8    | Mackenzie Darragh | Kanada       | 1.57,89 |            |
| 8         | 6    | Louis Croenen     | Belgien      | 1.59,12 |            |

#### Swim-off (omsimning)
"Swim-off" simmades den 24 juli.
| Rank | Lane | Name            | Nationality | Time    | Notes |
| ---- | ---- | --------------- | ----------- | ------- | ----- |
| 1    | 5    | Tamás Kenderesi | Ungern      | 1.59,39 | Q     |
| 2    | 4    | Antani Ivanov   | Bulgarien   | 1.59,52 |       |

### Final
Finalen simmades den 24 juli.
| Placering | Bana | Namn              | Nationalitet | Tid     | Noteringar |
| --------- | ---- | ----------------- | ------------ | ------- | ---------- |
| 1         | 4    | Kristóf Milák     | Ungern       | 1.50,73 | 0VR0       |
| 2         | 3    | Daiya Seto        | Japan        | 1.53,86 |            |
| 3         | 2    | Chad le Clos      | Sydafrika    | 1.54,15 |            |
| 4         | 7    | Federico Burdisso | Italien      | 1.54,39 | 0NR0       |
| 5         | 1    | Denys Kesil       | Ukraina      | 1.54,79 | 0NR0       |
| 6         | 5    | Zach Harting      | USA          | 1.55,69 |            |
| 7         | 6    | Leonardo de Deus  | Brasilien    | 1.55,96 |            |
| 8         | 8    | Tamás Kenderesi   | Ungern       | 1.57,10 |            |